# جامعة أغدر
جامعة أغدر (بالنرويجية: Universitetet i Agder)، هي جامعة حكومية في النرويج، تأسست كجامعة في عام 2007 بدمج المعهد العالي لأغدر مع خمس معاهد أخرى. يقع حرمها الجامعي في مدينتي كريستيانساند (فست أغدر) وغريمستاد (أوست أغدر). تقدم الجامعة عدة برامج للتعليم العالي في مستويات البكالوريوس والماجستير والدكتوراه. وحسب إحصائيات عام 2015 تضم جامعة أغدر ما يقرب من 12 ألف طالب و 1,100 أكاديمي وإداري.

## الإدارة والأنشطة الطلابية
إدارة الجامعة مشتركة بين رئيسها ومديرها. يتم انتخاب رئيس الجامعة من قِبَل الطلاب وأعضاء هيئة التدريس، ويصبح رئيس مجلس الجامعة ومسؤولا عن البرامج الدراسية والأنشطة الأكاديمية. أما مدير الجامعة فيكون مسؤولا عن جميع الشؤون الاقتصادية والإدارية.
لدى الجامعة برلمان طلابي واتحاد طلبة مستقل (STA). كما تضم مركزين ثقافيين في كل من كريستيانساند وغريمستاد، وكلاهما يديرها الطلاب.

## الكليات
- كلية العلوم الاجتماعية
- كلية الفنون الجميلة
- كلية العلوم الصحية والرياضية
- كلية الدراسات الإنسانية والتربوية
- كلية العلوم والتكنولوجيا
- كلية إدارة الأعمال
- وحدة تدريب المعلمين